# マップス ネクストシート
『マップス ネクストシート』（英: THE NEXT SHEET of MAPS）は、長谷川裕一による日本の漫画作品。『マップス』の続編である。ウェブコミック誌『FlexComixブラッド』にて、2007年1月16日更新分より連載。2012年2月8日に完結した。単行本は当初ソフトバンククリエイティブ、後にほるぷ出版より、〈フレックスコミックス〉のレーベルで発売されている。

## 概要
続編を謳っているが、いくつかの設定や時間軸が明らかに『マップス』から連続していない。そして一部の登場人物はそれを認識しており、そのような齟齬がなぜ発生するのかが物語の謎の一つとして掲げられている。作者はこの作品が続編なのか、外伝なのか、それともパラレルなのかというファンの質問に対して「その全てです」と回答している。

## ストーリー
2007年のある夜、学校から帰宅途中の麻生河七勇太は、怪物に同行する少女と出会う。少女に乞われるまま、コップ一杯の水を与えた七勇太は、死にかけていた怪物から施しの代償として少女……すなわち“黄金の下僕”ミュズを譲り受ける。それは、宇宙最高の秘宝をめぐる壮大な冒険の始まりであった。
“地図を開きしものは 天をあおぎ光を見よ

其は「コンパス」秘宝へ至る鍵 二枚の地図にそれぞれ三つずつ隠された「道しるべ」

二枚の地図と六つのコンパスを手に入れし唯一の者のみが 宇宙の全ての「神秘」と「真実」を手にすることができる

秘宝の名は「ズザンガディクス」

「宇宙のルール」を変え 無限の富さえ手にすることができる「器」

其が故に二枚の地図を手に入れし者は 互いに争い奪い合うが運命である

大いなる器を持つにふさわしいことを 勝ち抜いて自らの手で示すために

「さまよえる狩人」の名において”

## 登場人物
前作から引き続いて登場する人物に関しては、『ネクストシート』における行動と役割のみを表記する。前作での行動はマップスの登場人物のページを参照されたい。声はフレックスコミックス公式サイトで配信の音声付コミック「+Voice」での配役。

### 主人公
麻生河七勇太（あそうが なゆた）
声：阿部敦
本作品の主人公。地球人。16歳の高校1年生。ミュズとその主に出会い、コップ一杯の水を施したことからミュズを譲り受ける。高校のゲーム部に所属する（ただし幽霊部員）シューターで、宇宙船の操縦をシューティングゲームに見立てることで急速に順応する。好物は「こもち昆布」。
実の両親は離婚しており、その際に母親が彼を引き取っている。それからさらに、母親が京の父と再婚して現在の名前となった。ちなみに実父の姓（同時に現在の両親が再婚する前の旧姓）は『十鬼島』、母親の名前は『星見』であり遺伝子的には十鬼島ゲンと君塚星見の息子という事になる。
しかし、実際はズザンガディクスの介入により遺伝子に対して手が加えられている事が実父の証言によって明らかにされる（後述）。
ミュズと一時的に融合し、潜在能力を引き出した副作用（実際は再生治療装置の設定ミス）で「常人の16倍」の力を発揮するようになる。
その正体は、ズザンガディクスによってブゥアーの後継者として生み出された十鬼島ゲンのクローン。ブゥアーの消滅の後、ズザンガディクスはブゥアーの後継者として『ブゥアーを倒した最大の"イレギュラー"勇者ダイナック・ゲン』と『リプミラと出会わず、宇宙に出なかった可能性としての十鬼島ゲン』を候補者として選び、後者をブゥアーのデータから地球ごと再現して生み出して後継者として勧誘しようとした。しかし、『当時のコンピューター技術の発達の未熟(宇宙の文明から見ておもちゃレベル)』から、十鬼島ゲンがブゥアーの目的（宇宙のデータ化）にたいして貧相な想像しかできず、それを正しいと認識させる以前の問題であった。そのため、コンピューター技術が発達しヴァーチャルが身近になり、現実とデータの境目があいまいとなった世代に生まれた十鬼島ゲンならば正しくそれを認識し、後継者となる可能性があるとして生み出された人間であり、十鬼島ゲンと君塚星見の息子でありながら遺伝子的に100％十鬼島ゲン本人である。
全てを知ったのち、本来の銀河とデス銀河を救うためにファーストシート＝ダイナック・ゲンと戦い勝利するも、その際ズザンガディクスの策略により京を失う。その失意から、直後ブゥアーのシステムに飲み込まれるも、データの京とミュズにより自分を取り戻しズザンガディクスに抵抗。その後、白銀の支配者から彼女の正体を知らされ、彼女と共にあったミヤコと再会。ズザンガディクスとの最終決戦へと赴く。
ズザンガディクスとの決着後は2千と28年後の銀河に帰還しツキメと再会。その体は一時的とはいえブゥアーとなった影響でほとんど不老不死になっていた。
最後は「見たものを記録するのではなくただ覚え、そうやって形作られた自分が動くことで他のだれかにそれを伝えていく」という、神帝ブゥアー、さまよえる星人両方の後継者としてミュズ、ミヤコと共に再び旅に出た。
ミュズ
声：佐藤利奈
“宇宙最高の秘宝”を手に入れるため創られたビメイダー（人造人間）。ショートカットで優しげな顔立ちのボク少女。“秘宝”に至るための「二枚目の地図（ネクストシート）」であり、また宇宙船「ネクシート号」の舵輪。必要な情報は製造時点で与えられているが、あくまで道具として設計されているため、その性能を引き出すには主によって操作される必要がある。
周囲の物質を原子分解・再構成することで、瞬時に宇宙船ネクシート号の機体を構築する能力を持つが、これは銀河文明圏の技術水準をはるかに上回るものであり、「伝承族」の関与の可能性が疑われている。
ミュズを創った「父」（声：藤原啓治）については直接の言及がないものの、作中の描写から『マップス』に登場する「ライ族」であることが分かる。
さらにミュズおよびネクシート号の機体構成・設計思想の構築においては、リプミラ・グァイスとダード・ライ・ラグンの2機のデータを掛け合わせたものとなっている。そのため、ネクシート号はリープタイプの設計史上に当てはめるならば両機の後継機とも言える立場にあり、これをしてリプシアンはミュズを「リプミラの娘」と称した。
未だ成長しきっていない身体ゆえ、第二、第三のコンパスによって得た力を使いこなせずにいたが、第一のコンパスの能力で一時的に成人レベルまで成長する事が出来る様になり、全ての能力を発揮できるようになった。
宇宙船として必要なことは学習済みではあるものの、そうではない部分についての知識はかなり穴がある（おいしいという表現を知らないなど）。
しかしそれも、七勇太らとの旅の中で知識を吸収し改善されていった。旅の中で自身を船としてではなく、一人の少女として扱う七勇太に、主人としてだけではなく異性として惹かれていく。
ミュズがネクシート号を制御する際には、人間からの命令を入力される必要がある（ネクシート号の項で詳述）。七勇太が最初にネクシート号を操船した際、とっさにミュズの膝小僧をゲーム機のコントローラのように扱って操作したため、それが癖になってしまい、操船は膝に指を触れる動きを読み取って行うようになってしまっている。そのため、ネクシート号を操る際は「ナユタの膝の上に座る」か「ナユタに肩車する」という体勢をとるようにしている。
なお、人間と肉体を接触させて代謝を融合させることで、一時的にその人間の肉体の潜在能力を引き出し、通常の4倍の身体能力を発揮させる事ができる。ただしこれはミュズの肉体に大きな負担をかける。また、身体能力を引き出される人間は上半身裸になり、やはり胸をはだけたミュズをおんぶしてお互いの肉体を密着させる必要がある。
実はズザンガディクスがブゥアーの後継者に選んだナユタのために用意したパートナーにして神帝ブゥアーとしての“玉座”。ナユタがブゥアーに取り込まれた際は、その接続のためのシステムの一部として共に取り込まれてしまった。しかしナユタと異なり自意識は残っており、データのミヤコを見つけ出し本来のナユタの意識の覚醒のきっかけを作った。その際京の強い思いと彼女とナユタの絆を知ったことで、ナユタが居なければ立っていられないような自分がナユタに選ばれなかったらという不安を持ってしまい、その隙を突かれてズザンガディクスに浸食されてしまう。前述の不安から己の殻に閉じこもってしまうが、まずは自分がどうしたいかが大事という京の叱咤により、自分がどうしたいかを自覚。合わせてネクシート号の無駄な部分をそぎ落とし、最後の進化を遂げた。
最終決戦後は七勇太と共に帰還。京を含めた三人で再び旅立っていった。
麻生河京（あそうが みやこ）
声：鳥羽月子
地球人。七勇太の姉。生徒会の副会長を勤める。七勇太とミュズの事件に巻き込まれるが、弟を心配して地球へ帰還するチャンスを拒否し、七勇太に同行する。SFには疎く、しばしば状況についていけなくなることも。
七勇太と同じくミュズと融合した副作用で「常人の4倍」の力を持つようになる。
実は七勇太の実の姉ではなく、年齢も3ヶ月しか離れていない。京の父と七勇太の母が再婚したためであり、麻生河姓は京の父の姓である。
ネクスト、ファーストの戦いに際して惑星キャンプに残されるが、ズザンガディクスによってネクシート号に送り込まれ、七勇太の心を折るための『最後の伏線』として利用される。リプミラ号の攻撃を受けた際、一緒にいたネムローネの力で2万2000年前の銀河系外に跳び一度は死亡する。
だが、「さまよえる星人」の一団に回収されて再生され、リーダーのシルヴァージュから「（京の）半分なら届けられる」と言われて自らを二つに分け、二つに分かれた京は片方が眠りに着き、片方はシルヴァージュの超細胞を移植され「白銀の支配者」となり眠る京を守護することとなった。
その後は巨大化した白銀の支配者の体内に格納されており、新たなブゥアー内に彼女が七勇太を救出に向かった折に目覚め、彼と再会した。その際、データから再生された自分と一体化している。
ネクシート号とズザンガディクスの最後の戦いの際は、七勇太とミュズを待っていることを選択。ツキメらと共に二人の勝利を祈った。
その後はコールドスリープをしていたらしく、最終話にて帰還した七勇太らと再会。ともに旅立って行った。
金子二輝（かねこ にてる）
声：村上裕哉
地球人。七勇太の友人でゲーム仲間。五人兄弟の次男である。七勇太とミュズの事件に巻き込まれ、冒険に同行する。天文学や物理学など豊富な知識の持ち主だが、地球人の常識的な科学が通用しないネクシート号の性能に驚愕する事が多い（それでもSF的な科学知識に欠ける京に説明する役回りとなっている）。
マナ・ヴィーナに潜入する際に生物中性化光線銃によって一時的に去勢させられるが、性欲や煩悩に向けられていたエネルギーが全て頭脳に回ったため、極めて知性的な性格となった。
ツキメら十の魔物たちが七勇太達の消去を決意した際に、マナ・ヴィーナから脱出したゾミニカと共にさまよえる狩人の元へ。そのままなし崩し的に彼らと共に行動することになったが、のちに再び中性化。白銀の支配者の過去を知り、正式に狩人の仲間入りをすることを決意した。
当初は京に惹かれており、旅に同行していた理由も彼女が居たためだったが、京の気持ちを知ったことと、さまよえる狩人たちと行動するようになったことから次第に白銀の支配者に惹かれて行った。
自身とはかなり大きさが違う白銀の支配者を美しいと評し、彼女の巨乳をほめたたえ、またミヤコの片割れだと判明した後も態度を変えず、そばにずっといることを宣言した姿は周囲から、「すげえ・・・、なんかすげぇよ」と評された。最終決戦後はさまよえる狩人の一員として、白銀の支配者と共にいたるところで騒ぎを起こしていたようだ。
ズローニン
ツベルグで随一の剣士と言われる侍。ミュズとの決闘で命を救われ、その心意気に打たれてミュズを新たな主君と認め、その後は半ば成り行きから同行する。
伝染病で妻と子供たちを失い、自身も病に侵されていたが、翼の星で治療を受けた際、ヒューマノイドタイプの美青年に成形されてしまう。ただし彼の種族の美的感覚から言えば醜い怪物の姿に改造されたことになり、密かに落胆している。
ツベルグ人の体だった際は顔の触腕(ツベルグ人はいわゆるイカのような頭をしている)で武器をつかみ戦っていたためか、ヒューマノイドの体になって以降も同様の武器を口でくわえて戦っている。
リプリリスとの戦い以降最終決戦終了までほとんど役立たずだったことを相当気にしていたらしく、すべてが終わった後はビスマルクとともに冒険の旅に出て天寿を全うしたらしい。ツキメ曰く七勇太たちと別れてからのほうが逸話が多かったらしい。

### 一枚目の地図（ファーストシート）
かつて銀河統一の切っ掛けとなり、伝承族の「銀河砲計画」を阻止した。「勇者ダイナック・ゲン」その人とその船「リプミラ号」の頭脳体リプミラ・グァイス。
およそ60年ぶりに銀河に帰って来たらしいが、間違えて「デス銀河」に辿り着いてしまう。生命の存在しない銀河に困惑している最中、ズザンガディクスによってリプミラの体に「一枚目の地図」が埋め込まれてしまい、その謎を解く為に行動している。
実は大戦直後、自力での帰還は不可能と判断して超長期冬眠していたが、目を覚ました時には「85億年」も経っており、救助してくれた異星人の進言によって探し出した「過去に潜る者（バイ・ゴウン・ダイバー、所謂タイムマシン）」を使って帰って来た。
上辺の言葉など信じず、「行動とそれに秘めた意志」のみを信用する。
十鬼島ゲン
銀河大戦の英雄。大戦以降は行方不明になっていた。生身の人間ながら「常人の256倍」の力を発揮できる。
七勇太から麻生河家・十鬼島家・君塚家の顛末を聞かされ（別の歴史とはいえ一度は結婚した自分と星見が離婚したこと、しかもよりにもよって星見の側から三行半を突きつけられたことに対して）本気でヘコんでしまう。
ズザンガディクスの計画を知らされた後、銀河を守るために七勇太と戦う。その際、「プランC´（自分たちが「あえてブウアーとなり」その結果を踏まえたやり直しを七勇太に任せる）」を計画し、ネムローネをネクシート号に忍び込ませていたが、ズザンガディクスの計略で本来なら七勇太らを守って過去へ飛ぶはずだったネムローネが京と共に過去へ。京を失ったことで激昂した七勇太の前に敗れ、宇宙に散った。ズザンガディクス曰く、『勝つこと前提で戦っていたものと、勝つために必死だったものの差』だった。
実は光速の預言者に救出されており、ズザンガディクスとの決戦の際に修復されたリプミラ号に乗り伝承族を引き連れて参戦。大きすぎる戦力差をひっくり返すきっかけを作った。
その後銀河を引き離す作業をしている七勇太らを救うためにズザンガディクスの攻撃をその身で受け止める。ダメージをネムローネによる時間の巻き戻しにより壊れた部分をかたっぱしからなかったことにするという荒業で耐えきり、限界寸前で決着を七勇太に託して過去へと消えた。
七勇太らが帰ってきたころには既に帰還しているはずなのだが、ツキメらに顔は出していないとのこと。ツキメ曰く、「こっちに顔出せないようなやっかいな事件にでも巻き込まれているんだろう」とのこと。
リプミラ・グァイス
ゲンの持ち船であるリプミラ号の頭脳体。ミュズとは違ってナイスボディ。
「デス銀河」内でミュズ達と同じく「三つのコンパス」を見つけていたが、伝承族の作った物なんぞホイホイ使えないと偶々所持していた「大容量空きディスク（星図）」に保存していた。自身のデータから生み出されたミュズとはすぐに仲良くなっていったが、「お母さん」呼ばわりされるのは不本意だったらしい。
ネムローネ
光速の予言者との戦いの後、船体の修復と休養をかねて立ち寄った「惑星キャンプ（七勇太たち命名）」でちょろちょろ出没するようになった少女。
実は彼女こそが、ゲンたちが見つけ出した生体タイムマシン型ビメイダー「バイ・ゴウン・ダイバー」その物だった。時間を越える能力を持っているが、あくまでも「過去への一方通行」であり、一度に遡れる時間も安定していない（短いと数日、長いと万〜億年単位で跳んでしまう）。本人も少々頭が弱く受けた指示をちゃんと覚えていない。
ゲンたちの指示でネクシート号に乗り込んでいたが、京が攻撃に巻き込まれた際に、彼女と共にとっさに2万2000年前に跳んでしまい、京と共に銀河系外を漂っていたが「さまよえる星人」に回収され、蘇生した。
その後2万年の間「さまよえる星人」「さまよえる狩人」として行動し、成長した姿がオグマだった。なんでも成長するのは時空エネルギーの蓄積による副作用らしく次に跳ぶ際にはどれだけの時を遡るか予測がつかないとのこと。
リプミラ号がネクシート号の盾になりズザンガディクスの攻撃を防いだ際に時の巻き戻しによって機体の崩壊を防いでいたが、かなりエネルギーを消耗するらしく、限界になり過去に飛ぶ際には元のネムローネのサイズに戻ってしまっていた。

### 十の魔物
前作において十鬼島ゲンと共に戦った勇者たちのうちの6人。前作での活躍はマップスの登場人物#十の魔物（マップス）を参照。
ツキメ
ジャンパ星人。フルネームは「ツキメ・ミンニョロニャクガーみゃコス」。地球人の常識では小動物にしか見えないが、高重力惑星ジャンパの王にして、60年前の銀河大戦の英雄「十の魔物」の一人でもある「冒険王」。高重力惑星出身ゆえの怪力と、王として保有する多数の部下や広い人脈を武器とする。“宇宙最高の秘宝”に興味を持ち、“秘宝”を入手したらそこから報酬を受け取るという契約で七勇太と傭兵契約を結ぶ。
だがその真意は七勇太達とネクシート号の危険性を探ることにあり、七勇太達が自分の意志で行動を開始したことを機に七勇太達の消去を決断する。
決裂後に戦いを挑むが、完敗。ガッハと共に七勇太たちの地球に潜入し、十鬼島ゲン（輸入貿易業者）と接触する（その際にはゲンにポ○モン呼ばわりされた）。
その後七勇太たちの地球がデス銀河に転移させられた際に巻き込まれ、シアンらと合流。ズザンガディクスとの決戦の場へと赴いた。
最終決戦の後は七勇太らの記念博物館（事件解決のアピールのために作られた）の館長となった。もっとも本人は七勇太らの勝利が確認できていなかったためひやひやだったらしい。
ガッハ・カラカラ
カミオ星人。「十の魔物」の一人ではあるが、軍需物資を取り扱う商取引業「ガッハ商会」の経営者、所謂「死の商人」であるため、前作最終話以来お尋ね者として追われている。
ツキメにさまよえる狩人の情報を提供した。
「さまよえる狩人」に捕獲された七勇太・ツキメのピンチに「有能な社員（リプデニー&リプレニー、+1名）」と共に駆けつける。
デニーの話ではガッハ商会が異種族（ビメイダーの婚姻問題含む）の権利が一番整備されているらしい。
本来ならばガッハ「会長」と呼ばれる立場だが、会長は退屈ということで社長に戻ったとのこと（本人談）。
ツキメと共に七勇太たちの地球に潜入して転移に巻き込まれた。
ザザーン・クロマミス
ドドー星人。統一対伝承族軍大将軍。七勇太達の処分については肯定的で、反対するシアンと格闘戦を繰り広げた。
ニュウ・エイブ
オロロ星人。広域スペースパトロール提督でテレポートやサイコバリアーを得意とする超能力者。なぜか仮面をつけている。
シスター・プテリス
植物系生物の代表者。七勇太達の処分については乗り気ではなく、味方に負傷者が出た時点で独自に救助活動に回った。
ガドリジン・ローム・ラム・ヘクススキー教授
マナ・ヴィーナと並ぶ銀河の最高学府「マド学院」の長。肉体は前大戦で失われているため、人格をコピーしたコンピューターにかつての肉体を模したボディをオプションとして装備している。

### 翼の星
前作で活躍した天使型宇宙船（リープタイプ）とその頭脳体であるビメイダーが暮らす惑星。60年前の大戦で活躍した宇宙船の一族だが、大戦によって頭脳体が消滅・再生された船も多く、そんな若い子供たち（リープタイプは基本的に女性のみ）は「男性」自体を見た事が無い「宇宙の女護ヶ島」となっている。
住民はまだ幼い子供はともかく、一人前と認められた者は星の一員として働きつつ、時折外部から訪ねてくる「船長志願者」に目的や馬の合う相手が見つかれば「宇宙船」として共に旅立つ者もいる。
今作においては表だって動けない銀河軍に代わってズザンガディクスとの戦いの主力となった。
リプシアン・グァイス
翼の星のリープタイプ達のリーダー。七勇太達に対する消去作戦に自ら同行していたが、ズローニンの檄を受け、騎士道精神から七勇太達に協力。かつての大戦の頃とはまったく正反対の立場をとったザザーンたちを批判した。
先の大戦の歴史にギリギリ名が残らない微妙な立場なのを少々気にしている。七勇太に初めて会った時に知らない人呼ばわりされた事や、さらに彼から大戦の記録のダイジェスト版では存在をバッサリと切られている事を知らされるなどの出来事で、本気で落ち込むような一幕もあるほど。
デス銀河の地球へ先行したな七勇太らを追い、デス銀河へ。地球の転移に巻き込まれたツキメらやリプリム、ズローニンらと合流し決戦へと赴いた。
リプデニー&リプレニー
ガッハと共に救援に駆け付けたビメイダーの姉妹。リープタイプの頭脳体。デニーはリプダインを思わせるボーイッシュな少女、レニーはリプレインの面影がある儚げな少女の姿をしている（が、内心は若干黒い一面も見え隠れしている）。
ガッハの「有能な社員（B・C?）」。ガッハを「社長（デニー）、おじさま（レニー）」と呼び、共に七勇太たちの元へ駆けつける。
ミュズにとっては初めて出会った同族であり、頭脳体としてのさまざまな事を2人から教わった。そのためミュズは2人を姉と慕い、懐いている。
前作最終話で「いつまでも一緒にいるわけにはいかない」というセリフがあったが、レニーの船長が見つからないため同行し続けている。
逃亡生活を続けているガッハと同行しているためか、有能社員Aを含めてお揃いのサンバイザーを付けることが多い。
有能社員A
デニーの船長であり、婚約者でもある。全身に傷跡がある、野生的なコスチュームの男性であるが、理知的な性格でデニーには尻に敷かれている（デニーからは外では亭主関白で通せと念を押されるほど）。

リプメル
未開惑星巡回教師を務めるリープタイプ。現在はマナ・ヴィーナにおいて情報収集を行っている。
元は『マップス・シェアードワールド』1巻に収録の古橋秀之「町からきた先生」の登場人物。
リプログ
運送業者を営むリープタイプ。現在は七勇太達の「地球」の調査を行っている。
元は『マップス・シェアードワールド』1巻に収録の中里融司「流星のジュディ」の登場人物。
ジュディ
地球出身のサイボーグ傭兵であるが、現在はリプログと共に運送業者をしている。
リプログと同様「流星のジュディ」の登場人物。前作のある登場人物の肉親でもある。

### 銀河統一会議
イナイハラ
ジャコメ星人。銀河統一会議の議長を勤める。ミュズの存在が危険なものであると判断し、七勇太にミュズの引渡しを求めた。
銀河文明圏の認識と、地球の歴史認識に齟齬がある問題について、パラレルワールドの可能性を「想像上の産物」「実在しない」と切って捨てている。
ちなみに女性。

### さまよえる狩人
前作に登場した「さまよえる星人」の分派であり、自らの能力をより高めるための力を追い求めている。その戦闘力は単独で宇宙戦艦に匹敵するという。
白銀の支配者エラルード
さまよえる狩人のリーダー。身長およそ300mにおよぶ巨人の女性型ヒューマノイドで、使役獣シルヴァージュ（ライオンにも似た巨大な四足獣）にまたがっている。彼らの宇宙船はそのほぼ全てが彼女のカプセルで構成され、船体内部のほとんどが空洞であるネクシート号も本来彼女を乗せるために造られたという。「フラクタルビーム」と呼ばれる破壊光線の分岐が自動生成されるビーム砲を髪の毛状の組織から発射し、強大な念動力のバリアで身を守る伝承族ですら一撃で破壊してしまう。前大戦においてツベルグ星系において伝承族と交戦しており、周囲の星系の住人からは神として崇められている。彼女も「萌え絵」に感化されたらしく、金子に「タテヨコ250mくらいの男の子を描いてくれ」と頼んでいる。
その正体は二つに分かれた京の片割れであり、眠りに着いた京を守り続けていた。2万年を掛けて精錬した力はズザンガディクスに一矢報いる事となる。
過去を思い出した後は、京に記憶の共有を提案されるものの拒否。もはや自分は自分だとして京とは別のものであると言い切った。
客観的に見れば充分「美人」と言われる容姿の持ち主だが、そのケタ外れなサイズから称賛される事には慣れていない部分がある（部下の狩人たち曰く、第一印象が「デカイ」）。
七勇太らの救出に力を使い切ったため、通りかかったリープタイプの背を借り戦線離脱。決戦には足手まといになると参加しなかった。
全てが終わった後は金子と共にいろいろ騒動を起こしたらしい。
使役獣シルヴァージュ
エラルードのしもべであり、パートナーとも言える「ライオンにも似た巨大な四足獣」。エラルードの乗騎となり、同様に「フラクタルビーム」を使う事も可能。状況に応じてエラルードに融合して代謝機能の補佐も行い、高度な知性を持つ存在。
実は2万年前、伝承族の攻撃を受け壊滅するまでの「さまよえる星人」のリーダーであり、伝承族のウイルスによって意志を失う寸前に京に自らの超細胞と仲間である星人（後の狩人）たちを託した。以来、2万年に渡ってエラルードのパートナーを務めていたが、「光速の予言者」戦でエラルードを守って消滅した。
ゾミニカ
フジツボやカニなど甲殻類を思わせる外見をしている。見かけの1000兆倍の質量を持ちそれだけで空間を歪め、体内から様々なものを取り出す。物語冒頭に登場した特攻戦艦も彼の体内から取り出された。また死んだり体の一部が切り離されるとその質量が解放されて圧壊し、小型のブラックホールになる。
他のメンバーが逃走する際、彼の首を切り落とし、死んだ胴体から発生させたマイクロブラックホールを使用したため、ネクシート号に首だけが残された。マナ・ヴィーナにおいて金子達に協力。その後「萌え絵」に感化されたのか、金子を連れてエラルードと合流した。
七勇太たちからは「便利なシェルター代わり」「カバン代わり」に使われる事も多い。
プロフェッサー・アナロギア
人体の断面図のような外見を持つ二次元人。四次元宇宙の謎を解き、二次元から三次元へ上がってきた天才科学者。体の向きを変えて一次元（=太さを持たない線）になる。次元その物を捻じ曲げる空間転移能力の持ち主。
実は2万2000年以上前から「さまよえる星人」に属しており、狩人の中でも古参の一人。
オグマ
女性型ヒューマノイド。どんなダメージを受けても、いったんは活動を止めはするがすぐに再生する。その能力は金子に「クマムシ進化」と評された。ただし戦闘能力は高くない。
正体は「生体タイムマシン・過去へ潜る者」ネムローネの成長した姿。その不死身の秘密は『分子レベルで自分自身の時間を巻き戻して』いた。成長した為か、自分だけでなく周囲の時間も限定的にコントロールできるようになった。

### 宇宙大学マナ・ヴィーナ
学問と研究のために特化した文化を持つ人工惑星。生殖能力を持たない「中性人間」のみが入ることを許される。
ギタ・マコネ
猫のような姿のマコネ族の青年。金子の監視役として送り込まれた一等学士。だが金子の描いた萌え絵「ヴェロニカ」によって感銘を受けてその絵をインターネットで全惑星に広め、革命のきっかけを作った。キネとの再会を経て金子たちに協力する。
キネ・マコネ
ギタの妹。妹への禁断の愛を断ち切るためにマナ・ヴィーナへ入学した兄を追って、大学へ潜入した。
ネサガ・ダンサ
マナ・ヴィーナの第三学部長。極秘裏に兵器開発を行い、私腹を肥やしていた。ミュズを捕えて「コンパス」から新兵器のデータを引き出そうとするも、通信網を掌握した金子たちによって全惑星に向かって悪行を暴露されてしまう。
ノウハン
ツベルグ星人。伝染病が流行する故郷を救うためにマナ・ヴィーナでワクチンを開発し、七勇太達にツベルグへ届けるよう依頼した。

### ツベルグ
ナメクジや頭足類を思わせる種族の惑星。「将軍」や「侍」など、江戸時代の日本を思わせる政治体制が布かれており、異星文明に対しても鎖国が行われている。
将軍
ツベルグの統治者。自己中心的・形式主義的な人物。

### デス銀河
銀河大戦の直後、60年前に何者かによって複製された銀河。だがその内部は地球以外は一切生命が存在せず、文明の痕跡のみが自動制御で管理されている。
オリジナルの銀河とは10万光年近く離れており、その存在はあと9万9940年経たないと観測できない（デス銀河から発せられた光が銀河まで届かないため）。
しかし、ズザンガディクスから明かされた真実は斜め上で、デス銀河こそ「伝承族による改変を受けなかった本来あるべき銀河」だった。ファーストシート、ネクストシートの対決を迫る為に保留されていた生命体も再生されており、およそ3万2000の知的生命体による文明圏が確認されている。
更にデス銀河は空間を押し広げて銀河系と同じ座標に存在しており、ズザンガディクスの力によって支えられているものの、その力には制限があり、このままでは遠からず「元の状態に戻り」同一座標に晒された2つの銀河は対消滅を起こして消えてしまう。最終決戦の際にブウアーの力を得た七勇太によって額面通りの位置に移されて対消滅は免れたが、結局それから100年ほどのちに冒険家に発見されてしまい、「こちらよりも《空き》が多いから」と言う理由で移民や資源採掘などの問題が発生し、おおいにモメたらしい。
ちなみに「デス銀河」の命名者は金子二輝。
「デス銀河」内の地球
銀河大戦を経験したオリジナルの地球で、時代としては2060 - 70年代。温暖化が進み東京は水没しているが、その反面南極にある「さまよえる星人」の遺跡を発掘し解析する事で技術レベルはかなり上がっており、東京も海底都市として存続している。銀河統一会議が訪れる直前に「デス銀河」内に転移してしまっていたが、七勇太たちがコンパスを手に入れ立ち去ったのち、再び元の銀河に戻されてしまった。
ビスマルク
対異星文明大使館最高司令官。地球人離れした巨体の持ち主で、地球を銀河系の覇者とすべく行動している人物。
実はサイボーグで銀河大戦当時の生き残り、その野心も異星人に地球を良い様にされない為の苦肉の策だった。リリスの暴走を抑えた事件がきっかけとなり、七勇太たちに同行する。
ドクター・ストークス
地球のリープタイプ開発の第一人者。基本的に目的のためには手段を択ばないマッドがつくほうの科学者だが、意外と抜けた所のある人物。
元は『マップス・シェアードワールド』1巻に収録の重馬敬「宙を往く船」の登場人物。
リプリリス・ヴァイス
地球製リープタイプの実用一号機と称し、第三の（実は第一の）コンパスを取り込んでいる。前大戦の英雄リプリムにそっくりである。
その正体はビスマルクの罠により捕らえられ、「地球製のリープタイプ・リリス」としての人格を催眠によって刷り込まれたリプリム本人。ゲンとリプミラのように「自分を単なる船やビメイダーとして見ずに尊重してくれるパートナー」を探す旅の中でビスマルクの姦計にハマり、絶望した事でリリスの人格と「精神的な死」を受け入れてしまった存在である。
取り込んだコンパスに適応できずに暴走するが、その最中にミュズをかばう七勇太の姿に刺激されてかつての記憶と人格を取り戻し、ミュズにコンパスを返還する。
騒動後は元の記憶と刷り込まれた記憶に混乱している為、状況によって人格表出が「リムモード」と「リリスモード」に入れ替わるようになってしまい、「リリスモード」ではミュズに対して「お姉ちゃん」と懐くようになる。なお「リムモード」では胸の大きさに対するこだわりが前作よりも悪化している。
その後、紆余曲折を経て翼の星を中心としたブウアー復活阻止を目的とした船団に合流するが、ツキメ、ガッハにくっついてきた十鬼島ゲン（七勇太の親父）に目を付け、果敢にアタックし最終決戦以降コンビを組んだ（元々ファザコンの気はあり、本人も自覚していた）。

### 銀河内の地球
銀河大戦直後、60年前に何者かによって銀河ごと複製され、一部の歴史を改変された地球（七勇太たちの主観では2007年）。現在は周囲に「銀河統一会議」が展開している。七勇太と京の生まれ故郷。
十鬼島ゲン（輸入貿易業者）
七勇太の実父。現在39歳。高校生の頃（つまり勇者のゲンがリプミラと遭遇した頃と同時期）にズザンガディクスによってブゥアーの後継者となるよう持ちかけられるが、彼の語るデータの概念を理解できずに、これを拒否した。後、当時のガールフレンドであった君塚（現・麻生河）星見とできちゃった結婚をする事となり、七勇太が生まれる。
しかし生まれてきた七勇太の容姿や資質があまりにも自身に似過ぎている事に懐疑を抱き、妻に内緒で密かに自身と七勇太の遺伝子をDNA照合した。結果、七勇太と自身の遺伝子が100パーセント一致し、七勇太が自身（ゲン）のクローンである事を知ることになる。と同時に、これがズザンガディクスの介入と直感的に気づき、その企みを明るみにして妻子を守るため、世界中のオーパーツから手がかりを得ようと放浪を続けるようになる。星見や七勇太から離れたのも本来は彼らを守ろうとする意図から来たものであり、星見に離婚され、彼女が他人と再婚した今も強く元の妻子を愛している。
以上のことを密かに接触してきたツキメとガッハに語り、自らと星見・七勇太の運命を弄んだスザンガディクスに対しては静かなれども大いなる怒りを見せている。
最終決戦にはリム=リリスとコンビを組んで参戦。その後は旅に出て「アンドロメダ辺りで悶着を一件片づけた」らしい。
麻生河星見
七勇太の実母であり、京の義母。十鬼島ゲン（輸入貿易業者）の元・妻。出生時の姓は君塚。

### 銀河伝承族
神帝ブゥアーによって生み出された種族。巨大な頭の外見をしており、その質量と念動力、未来予知を武器とする。前作での最大の敵だったが、多くの伝承族がブゥアーと共に倒されており、今作で登場するのはその生き残りたちである。みな盲目的にブゥアーの目的が正しいと信じており、その役目を引き継ぐためにブゥアーの後継者にならんと候補者であるネクストシート＝七勇太らを狙う。
光速の予言者
恒星サイズの巨大な伝承族。全ての細胞が燃えてプラズマ化しており、思考を司るパルスがプラズマ化した細胞中を光速で伝達されている。そのため、通常の伝承族（惑星サイズ）を遙かに上回る巨体でありながら、ビメイダーに匹敵する速さで考えることができる。通常の伝承族は「思考速度の遅さ故に未来予測に基づいて行動せねばならず、イレギュラーに弱い」という弱点を持っているが、光速の予言者はそのような弱点を持っていない。それどころか、反応速度の速さを生かし、「宇宙船の武器が発射される瞬間を視認してからバリアを張る」という芸当まで可能である。
リプミラの体を張った攻撃（機体に開いた穴を通してネクシート号と同時攻撃を行う）とミュズの「太陽落とし」で質量の大部分を失う。七勇太から『何故データを集めなければならないのか』『データはだれのための物なのか』と問われるも、それを理解できないと姿を消していた。
ズザンガディクスとの決戦の際ダイナック・ゲンと共に伝承族の同族を連れて参戦。あくまでズザンガディクスの好きにさせないという名目ではあるものの、七勇太らと協力し戦った。その後最後の決着に向かう七勇太に以前の答えを求め、「記録（データ）は生きている者のために!変わっていこうとする者のために!未来へ進む者のために!」と言う回答に笑顔を浮かべた。

### ズザンガディクス
自らを「神帝ブゥアーの後継者を選ぶ者」と呼ぶ存在。見る物により違う姿に見えるが、共通して右半身と左半身に分かれ長い舌を出した姿をしている。右半身が「ズザンガ」で、左半身が「ディクス」であるらしい。
その実態はブゥアーの一部から作られた『同型並列対話式プログラム』。ブゥアーが破壊された原因を分析した結果、計算をこえる「イレギュラー」を持つ者を新たなブゥアーの核とすれば良いと判断し、ブゥアーを破壊した最大のイレギュラー「十鬼島ゲン」を後継者としようと考えてデータからコピーした「デス銀河と七勇太たちの地球」を作り出した。
七勇太を一度は新たなブゥアーとする事に成功するものの、やはり計算を越える「イレギュラー」により復活した七勇太によってその目論見は潰えたかに見えた。自らの敗北を認めるも、それがキッカケとなり「自己進化」を開始。「『今のブゥアー（七勇太）』を倒し、自分が新たなブゥアーとなる」という目的を得る事が可能となり、異形の実体を作り出してリープ船団に攻撃を仕掛ける。しかし全てをデータに置き換えるという目的は欲望へと変わり、次第に狂気に染まっていった。
最終決戦では、七勇太とミュズを相手には果てしなく長い闘いを続けるものの、七勇太の一言で自身の矛盾に気付き混乱。逃走するも追い詰められ、最後は特攻を仕掛けるもネクシート号に打ち倒された。

## メカニック
ネクシート号
全長およそ300mの、黄金に輝く宇宙船。前作のリプミラ号同様、女性型のフィギュアを基本とした造形となっている。
しかし性能はズバ抜けており、「銀河最強」を名乗るにふさわしい。スペックだけなら銀河の半分を消滅させ得るほどの攻撃力と、たった1回で8万光年もの長距離ワープを行い、銀河系の反対側に飛び出してしまうほどの機関性能を誇る。
一方で前作のリープ・タイプにはない欠点も持ち合わせている。即ち操縦者であるミュズはあくまでも"舵輪（ヘルム）"であり、"主人（ヘルムマスター）"の指示がなければごく基本的な行動しか取れない。つまり自律行動能力が大きく制限されてしまっているのである。
船体の内、女性像（フィギュア）部と後部球体は空洞。フィギュア部にはエラルードが乗り込むのでは?と推定されている。後部の球体はネクシート号の銀河を半壊させる圧倒的攻撃力の源であり、どういうメカニズムなのか、恒星一つを丸ごと縮小し、取り込んでしまう。取り込まれた恒星のエネルギーはネクシート号のエンジンにそのまま変換され、1秒の輝きで全人類が史上消費してきた全エネルギー量を上回るほどの想像もできないほどの出力となる。この時、ネクシート号の表面温度は350万度を超え、バリアーも張らずにそのままビーム砲の直撃と相殺してしまうほど。
武装の多くは機体展開時の脚部から生えた翼に集中しており、リプミラ号をはじめ前大戦で活躍したリープタイプの武装を思わせるものが多く、ダードやラドウのようにマイクロブラックホールを武器としている。
しかしその高出力ゆえに燃費が恐ろしく悪く、ワープ無しとは言え10万光年単位の移動と数回の全力戦闘で太陽のエネルギーを使い切ってしまう（恒星の再取り込みは可能）。
なお、恒星エンジンは「第二のコンパス」武装システムは「第三のコンパス」によって封印を解かれている。本来2つのコンパスは「第一のコンパス」の力を開放してから使用するべき物だった。
主な武装
- [曲時砲]
- [ニュートリノ結合分解ウェーブ]
- [マイクロブラックホールヴァルカン]

マイクロブラックホールを連射すると言う非常識な武器。ネクシート号の「燃費の悪さの一因」と思われる。「光速の予言者」戦においてエラルードより伝えられた「フラクタルビーム」システムを応用した「フラクタルショット」をマスターした。
- [重力子共鳴砲]
- [ディメンジョンウォールスライサー]
- 更に武装解放時に発生する外装片による「嵐（ストーム）攻撃」も可能（シアンの攻撃を見て覚えた）。
- [太陽落とし（ソーラー・フォール・ダウン）]

船体から頭脳体へエネルギーを逆流させ、一点に戦艦級のエナジーを集中攻撃する技「エナジー・フォール・ダウン」。それをネクシート号の恒星エンジンのエネルギーを使い、一瞬ではあるが敵の至近距離ないし内部で炸裂させる。いわば「太陽爆弾」と言える。欠点はエネルギーのチャージに若干のタイムロスがある事。
デニー・レニー号
全長不明。
双方とも『マップス』本編で出てきたものから形状が変化しており、デニー号は初期ダイン号に近い形状になっている一方、レニー号は『マップス』本編では羽部分が透明になっていたが、『ネクストシート』では人型部分が透明（操縦席部分等は不透明）になっている。
前作からの大きな違いは2隻が合体して1隻の船になる構造になっていることで、上部はレニー号、下部はデニー号になっている（合体時のブリッジはレニー号にあると思われる）。
ガッハ、デニー、レニー、有能社員A以外にも数人カミオ星人のオペレータが乗っていた。
ファンシー・ミンニョロ
ツキメの乗艦である揚陸艦。ジャンバ傭兵団を敵艦内部へ乗り込ませるための艦。
“ガッハの礎”号
ガッハの乗艦。外見は前作に登場した“カミオの方舟”号とほぼ同じである。厚さ700mの分子間バリアー伝導装甲で覆われているため、防御力は極めて高い。
アモラード
ザザーンの乗艦である揚陸艦。外見も名称も前作に登場した揚陸艦アラモードに似ている。ザザーン配下の装甲騎兵を敵艦に取りつかせるための艦。
ギタニモンVI世
エイブの乗艦である強襲捕獲艦。対リープタイプ用に建造されたこれまでのギタニモン系の艦と同様に、4対のクローアームで敵艦を捕らえて動きを封じるための艦である。
射撃時には機体を十字に展開した「シューティングフォーメーション」を取るのも同様。
アウミン・ベイル
プテリスの乗艦である植物艦。前作に登場したホウミン・ベイルと異なり、機械的な外見である。
金属製植物触手で電子系を制圧するなどの電子戦を担当する。

## 単行本
1. （2007年6月12日発売）ISBN 4-7973-4236-6
2. （2007年10月10日発売）ISBN 4-7973-4488-1
3. （2008年2月12日発売） ISBN 4-7973-4647-7
4. （2008年6月13日発売） ISBN 978-4-7973-4876-7
5. （2008年10月10日発売） ISBN 978-4-7973-5047-0
6. （2009年3月12日発売） ISBN 978-4-7973-5355-6
7. （2009年7月10日発売） ISBN 978-4-7973-5544-4
8. （2009年11月12日発売） ISBN 978-4-7973-5727-1
9. （2010年3月12日発売） ISBN 978-4-7973-5899-5
10. （2010年7月12日発売） ISBN 978-4-7973-6077-6
11. （2010年10月12日発売） ISBN 978-4-7973-6204-6
12. （2011年5月12日発売） ISBN 978-4-7973-6502-3
13. （2011年6月28日発売） ISBN 978-4-7973-6556-6
14. （2011年10月12日発売） ISBN 978-4-7973-6725-6
15. （2012年4月12日発売） ISBN 978-4-593-85686-2